# Adolfo Miaja de la Muela
Adolfo Miaja de la Muela (Valladolid, 7 de julio de 1908 - 1981) fue un jurista y catedrático universitario español. Fue Catedrático de la Universidad de Valencia y reconocido como un pionero en la doctrina internacionalista española, que influyó en la definición del Derecho internacional público como privado en España.

## Biografía
Hijo de Francisco Miaja Eguren y María de la Muela Villar. Con diecinueve años obtuvo el doctorado en Derecho, y un año más tarde en Filosofía y Letras. Realizó sus estudios de doctorado en la antes Universidad Central, ahora Universidad Complutense de Madrid. Posteriormente, en 1932, estudió en la Universidad de París y regresó a España, a su ciudad natal, para convertirse en Catedrático de Derecho Político en la Universidad de Valladolid. Tras dos años en el cargo oposita para el puesto de Catedrático de Derecho Internacional Público y Privado en la Universidad de Santiago de Compostela, donde es trasladado en el año 1934.
En 1936 fue acusado por un tribunal y condenado a doce años de cárcel por dos motivos aparentes. El primero fue una acusación de inducir a la revolución dando discursos que rayaban temas marxistas; y el segundo por tenencia ilícita de armas, ya que se encontraron en su casa dos armas de fuego pertenecientes a su abuelo. En prisión, Adolfo no renunció a su vocación de docente y dio clases a sus compañeros. El 20 de junio de 1941 le fue concedida la libertad condicional, aunque ya en la calle se da cuenta de que tiene todas las puertas cerradas, y se dedica a la enseñanza particular. Por sus clases pasaron alumnos que posteriormente se convertirían en importantes catedráticos, como Joaquín Garde Castillo, Adolfo Fernando Sánchez Calero o Manuel Díez de Velasco Vallejo, o embajadores de España como Vicente Blanco Gaspar.
No será hasta 1948 cuando se le autorice a entrar al Colegio de Abogados de Valladolid, donde no pudo ingresar anteriormente a causa de su condena. En 1951 se creó el Instituto Hipano-Luso-Americano de Derecho Internacional, del que fue nombrado socio fundador y, dos años más tarde, miembro. Al año siguiente, se le restituyó como catedrático por decisión del ministro de Educación, Joaquín Ruiz Giménez. En 1953 se le asignó destino en la cátedra de la Universidad de Valencia, donde impartió clases hasta su jubilación.
Se casó en 1953, con María Antonia Orbaneja Aragón, sin descendencia. Cabe mencionar que Adolfo Miaja de la Muela estuvo enormemente influenciado por la doctrina de los hermanos Augusto y Camilo Barcia Trelles.

## Trayectoria
Miaja estudió Derecho en la Universidad Central (hoy Universidad Complutense de Madrid), en la que ejerció como profesor. Obtuvo la Cátedra de Universidad y en 1957 se trasladó a la Universidad de Valencia como profesor y catedrático de universidad. Tiene gran reconocimiento como docente por la influencia de sus escritos, artículos, libros y publicaciones sobre derecho internacional público y Derecho internacional privado. Entre sus alumnos, destacar su relación con el embajador de España, Vicente Blanco Gaspar, desde 1959, como profesor en la Facultad de Derecho, como tutor de su tesis doctoral, o por su prólogo en el libro "El voto ponderado" publicado en 1981, el año de su muerte.
En el centenario del nacimiento de Miaja de la Muela, en 2008, se organizó desde la Cátedra de la Universidad de Valencia, que lleva su nombre, una jornada de homenaje en su honor. Los continuadores del Derecho Internacional en la Cátedra de la Universidad reconocían el magisterio y maestría en la docencia así como su influencia en los internacionalistas españoles. Resaltan en la celebración la impronta de Miaja por su gran conocimiento de la Historia y del Derecho, lo que le llevó a ser un referente del Derecho internacional público así como del Derecho internacional privado en España.
El 12 de diciembre de 2008 le rinden un homenaje en su recuerdo, en la Universidad de Valencia, en la Cátedra que lleva el nombre de Miaja. Organizado por el Departamento de Derecho Internacional de la Universidad de Valencia, cuyo nombre oficial es “Departamento Adolfo Miaja de la Muela”. Fue una mesa redonda moderada por Manuel Díez de Velasco, en la que participaron algunos de los discípulos directos de Miaja. Se recordó a Miaja como Maestro y como experto en Derecho internacional.

## Reconocimientos
- Departamento de Derecho Internacional de la Universidad de Valencia lleva el nombre de "Adolfo Miaja de la Muela".
- Calle Profesor Adolfo Miaja de la Muela, en Valladolid.[9]